# Lancia 2000
Lancia 2000 je automobil střední třídy vyráběný v letech 1971 až 1974 italskou automobilkou Lancia. V březnu 1976 byla nahrazena modelem Gamma.

## Pohonné jednotky
Zdroj Automobilismo d'Epoca
| Model          | Výroba v letech | Motor                 | Dodávka paliva             | Výkon          | Krouticí moment |
| -------------- | --------------- | --------------------- | -------------------------- | -------------- | --------------- |
| 2000           | 1969–74         | 1991 cc Lancia OHV R4 | dvojitý spádový karburátor | 115 k/5500 ot. | 170 Nm/3500 ot. |
| 2000 Iniezione | 1969–74         | 1991 cc Lancia OHV R4 | vstřikování Bosch          | 125 k/5800 ot. | 175 Nm/3700 ot. |

## Výroba
| Verze         | Roky výroby | Počet kusů | Typové označení |
| 2000          | 1971–1975   | 8844       | 820.210         |
| 2000 i.e.     | 1972–1975   | 5475       | 820.416         |
| 2000 Coupé    | 1971–1975   | 1399       | 820.230         |
| 2000 Coupé HF | 1971–1975   | 1229       | 820.436         |